# Saturnino de la Fuente García
Saturnino de la Fuente García (León, 11 de febrero de 1909 - León, 18 de enero de 2022) fue un zapatero y supercentenario español. Fue reconocido como el hombre más anciano del mundo el 12 de agosto de 2021.

## Biografía
Nació en León el 11 de febrero de 1909, durante el reinado de Alfonso XIII, aunque en su DNI figuraba que fue el día 12. A los 5 años contrajo la gripe española, logrando sobrevivir.

### Familia
Se casó con Antonina Barrio Gutiérrez en 1933 con quien tuvo ocho hijos, uno de los cuales murió siendo niño. En 1936 no combatió en la guerra civil española debido a su estatura (1,50 m), pero sí participó a través de su zapatería, donde se fabricaba calzado para el ejército sublevado. En 1937 sobrevivió a un accidente aéreo cuando un avión de la Legión Cóndor cayó en León. Le apasionaba el fútbol y fundó un club en 1927, el CD Puente Castro.
Fue el primer leonés en vacunarse contra la COVID-19. Falleció el 18 de enero de 2022. Tuvo 14 nietos y 22 bisnietos,que algunos viven en Valladolid.

## Longevidad
- Con 110 años fue la octava persona más longeva de España.[6]
- Fue vicedecano de España tras María Brañas Morera.[7]
- Se convirtió en el hombre más viejo de Europa el 27 de junio de 2020.[2]
- El 12 de agosto de 2021, se convirtió en el decano masculino de la humanidad.[3]
- El 10 de septiembre de 2021, a sus 112 años y 211 días, recibió el reconocimiento del Guinness World Records como el hombre más viejo de mundo.[1]